# Impra
Impra är en förening och ett nätverk till stöd, utveckling och synliggörande av kvinnliga musiker inom jazz/improvisation/elektronika/alternativ. Det bildades i april 2006 på initiativ av jazzsångerskorna Gunilla Törnfeldt (född Hedin) och Lina Nyberg. 
Föreningen är öppen för alla, oberoende av kön, sexuell läggning och härkomst, som delar föreningens intentioner.
Föreningen tilldelades 2022 utmärkelsen Basisten från Riksförbundet Svensk Jazz.